# Neurochaeta termon
Neurochaeta termon är en tvåvingeart som beskrevs av Mcalpine 1993. Neurochaeta termon ingår i släktet Neurochaeta och familjen Neurochaetidae.
Artens utbredningsområde är Madagaskar. Inga underarter finns listade i Catalogue of Life.